# Dlhá nad Kysucou
Dlhá nad Kysucou (in ungherese Dlhavölgy) è un comune della Slovacchia facente parte del distretto di Čadca, nella regione di Žilina.
Il villaggio fu citato per la prima volta in un documento storico nel 1954.